# Welcome to Sweden
Welcome to Sweden er en svensk komedieserie udspillet på engelsk og svensk som havde premiere på TV4 21. marts 2014.
Serien er skabt af Greg Poehler og baseret på hans eget liv. Manuskriptet er skrevet af Greg Poehler, Niclas Carlsson, og Josephine Bornebusch med Peter Arrhenius som redaktør. Serien er instrueret af Carl Åstrand.
I serien forelsker Greg Poehlers rollefigur, canadieren og revisoren Bruce sig i svenske Emma som spilles af Josephine Bornebusch. Bruce bestemmer sig for at flytte til Sverige med Emma efter at have boet sammen i USA. Lena Olin og Claes Månsson spiller rollerne som Emmas forældre. Gæsteskuespillere i serien er blandt andet Gene Simmons, Will Ferrell, Aubrey Plaza og Amy Poehler. Serien vil blive sendt i USA på NBC.